# 364 v.Chr.
Het jaar 364 v.Chr. is een jaartal volgens de christelijke jaartelling.

## Gebeurtenissen

### Griekenland
- De Thebanen verwoesten de Boeotische stad Orchomenus.
- Op advies van Epaminondas wordt de Thebaanse vloot met 100 triremes uitgebreid.
- Het Thebaanse leger onder Pelopidas verslaat Alexander van Pherae in de slag bij Cynoscephalae, Pelopidas sneuvelt in de veldslag.
- Thessalië wordt opgenomen in de Boeotische Bond.
- De pogingen van een Atheens expeditieleger onder Iphicrates om Amphipolis in Thracië te heroveren mislukken.
- De Spartanen onder Archidamus III worden bij Cromnus in Arcadië verslagen.
- Philippus II keert terug naar Macedonië.
- Timophanes en zijn broer Timoleon bezetten de acropolis in Korinthe en streven beide naar tirannie.
- Clearchus, een leerling van Isocrates en Plato, sticht een tyrannis in Heraclea Pontica.
- Meest opgemerkte werken van Praxiteles van Athene, de grootste Attische beeldhouwer van de 4e eeuw v.Chr..

## Overleden
- Pelopidas (~410 v.Chr. - ~364 v.Chr.), Grieks staatsman en veldheer uit Thebe (46)